# ТЕС Лейпциг GUD
ТЕС Лейпциг GUD – теплова електростанція в столиці Німеччини у федеральній землі Саксонія, споруджена на основі технології комбінованого парогазового циклу. 
Нову електростанцанцію у місті Лейпциг ввели в експлуатацію у 1994 році. У складі її парогазового блоку встановили 2 газові турбіни компанії Siemens V64.3 потужністю по 63 МВт та парову турбіну потужністю 46 МВт. Окрім виробництва електроенергії, станція Лейпциг GUD забезпечує теплопостачання споживачів міста. Для покриття пікових навантажень в опалювальний період тут також наявні два водогрійні котли, що доводить теплову потужність до 200 МВт.
Станція покриває 70% потреб у електроенергії міста Лейпциг. В 2012 році оголосили про плани доповнити її газовою турбіною 30 МВт на випадок пікових навантажень в енергосистемі.